# Zustergroep
Een zustergroep, ook wel zustertaxon of adelfotaxon (letterlijk broedertaxon; vergelijk Frans: groupe frère), is een aantal taxa die direct afstammen van een gemeenschappelijke vooroudersoort.
Voorbeeld zijn de Opisthokonta en de Amoebozoa:
| clade Unikonta | \| \| Supergroep Opisthokonta (met dieren en schimmels) \| \| \| \| \| \| Supergroep Amoebozoa \| \| \| \| |
|                | \| \| Supergroep Opisthokonta (met dieren en schimmels) \| \| \| \| \| \| Supergroep Amoebozoa \| \| \| \| |
|                | clade Bikonta                                                                                              |
|                | |
|                | Supergroep Opisthokonta (met dieren en schimmels)                                                          |
|                | |
|                | Supergroep Amoebozoa                                                                                       |
|                | |

|  | Supergroep Opisthokonta (met dieren en schimmels) |
|  |                                                   |
|  | Supergroep Amoebozoa                              |
|  |                                                   |

Op het niveau van soorten spreekt men van zustersoorten. Een supersoort bestaande uit twee zustergroepen wordt een soortenpaar genoemd.
Bij fylogenetisch onderzoek naar uitgestorven groepen worden twee soorten ook als zustersoorten aangeduid als zij in een door cladistische analyse gevonden stamboom als elkaars nauwste verwanten en directe afstammelingen van eenzelfde gemeenschappelijke voorouder uitvallen — ook als het gezien de beperkte gegevens waarschijnlijk is dat dit resultaat een te eenvoudig beeld geeft van de werkelijkheid.
Levert de analyse een polytomie op: een kam van drie of meerdere taxa waartussen de preciezere verwantschap (nog) niet kan worden bepaald, dan spreekt men niet van zustergroepen. Voorbeeld binnen de Bikonta:
| clade Bikonta | \| \| Supergroep Excavata \| \| \| \| \| \| Supergroep Rhizaria (met o.a. de Radiolaria en de Foraminifera) \| \| \| \| \| \| Supergroep Chromalveolata (met o.a. de bruinwieren, de kiezelwieren, de dinoflagellaten, de ciliaten en de sporozoën) \| \| \| \| \| \| Supergroep Archaeplastida (met roodwieren, groenwieren en de overige planten) \| \| \| \| |
|               | \| \| Supergroep Excavata \| \| \| \| \| \| Supergroep Rhizaria (met o.a. de Radiolaria en de Foraminifera) \| \| \| \| \| \| Supergroep Chromalveolata (met o.a. de bruinwieren, de kiezelwieren, de dinoflagellaten, de ciliaten en de sporozoën) \| \| \| \| \| \| Supergroep Archaeplastida (met roodwieren, groenwieren en de overige planten) \| \| \| \| |
|               | clade Unikonta |
|               | |
|               | Supergroep Excavata |
|               | |
|               | Supergroep Rhizaria (met o.a. de Radiolaria en de Foraminifera) |
|               | |
|               | Supergroep Chromalveolata (met o.a. de bruinwieren, de kiezelwieren, de dinoflagellaten, de ciliaten en de sporozoën) |
|               | |
|               | Supergroep Archaeplastida (met roodwieren, groenwieren en de overige planten) |
|               | |

|  | Supergroep Excavata                                                                                                   |
|  | |
|  | Supergroep Rhizaria (met o.a. de Radiolaria en de Foraminifera)                                                       |
|  | |
|  | Supergroep Chromalveolata (met o.a. de bruinwieren, de kiezelwieren, de dinoflagellaten, de ciliaten en de sporozoën) |
|  | |
|  | Supergroep Archaeplastida (met roodwieren, groenwieren en de overige planten)                                         |
|  | |

In cladistisch onderzoek binnen een bepaalde taxonomische groep kan ook de zustergroep worden betrokken. Het voordeel daarvan kan zijn dat men informatie krijgt over welke kenmerken apomorfieën zijn en welke plesiomorfieën; en dat dus de polariteit van kenmerken kan worden bepaald.